# NN-329
La carretera NN‑329 es una vía departamental secundaria ubicada en el municipio de El Viejo, en el departamento de Chinandega. Esta vía conecta la zona costera de Mechapa con el sector rural de El Rosario, mejorando el acceso logístico y agrícola en el occidente del país. Fue inaugurada en 2024 y tiene una longitud total de 37.06 kilómetros.

## Trazado y cruces
La siguiente tabla muestra su recorrido, localidades y principales conexiones:
| km    | Localidad                   | Departamento | Conexión / Ruta |
| ----- | --------------------------- | ------------ | --------------- |
| 0.0   | Mechapa                     | Chinandega   |                 |
| 20.5  | Comunidad intermedia        | Chinandega   |                 |
| 37.06 | Km 208, Potosí – El Rosario | Chinandega   |                 |